# Олійник Олексій Петрович
Олексій Петрович Олі́йник (нар. 25 квітня 1925, Шпола — пом. 24 жовтня 1993, Буча) — український радянський графік; член Спілки радянських художників України з 1960 року. Чоловік художниці Любові Панченко.

## Біографія
Народився 25 квітня 1925 року в місті Шполі (нині Черкаська область, Україна). Брав участь у німецько-радянській війні. Нагороджений орденом Вітчизняної війни II ступеня (6 квітня 1985).
1956 року закінчив Київський художній інститут, де навчався зокрема у Олександра Пащенка, Сергія Єржиковського, Олександра Максименка. Член КПРС з 1963 року.
З 1970-х років жив із дружиною Любов'ю Панченко у власному будинку в Лісовій Бучі.  Помер у Бучі 24 жовтня 1993 року. Похований у Бучі на кладовищі № 2.

## Творчість
Працював у галузях станкової та книжкової графіки. Серед робіт:
- «У полон» (1953);
- «У рейд» (1956);
- «У Корсуні» (1956);
- «Весна» (1956);
- «Остап Вересай» (1957, вугілля);
- «Тютюнник радгоспу» (1957);
- «Дівчина з Поділля» (1957);
- «Весільне вбрання» (1957, акварель);
- «Чоловік та лев» (1960, папір, олівець);
- «Війна» (1960-ті, полотно, олія);

кольорові автолітографії
- «Вечір на Росі» (1955);
- «Осінь» (1955);
- «На Велику землю» (1956);

серії
- «Партизани Великої вітчизняної війни» (1956);
- «Донбас. На комсомольській будові» (1957, вугілля);
- «На будівництві комсомольських шахт» (1957, зарисовки);
- «Двобій» (1970, ліногравюри);

кольорові ліногравюри
- «Натюрморт» (1964);
- «Весна» (1965);
- «Дочка Прометея» (1970).

Книжкова графіка
- оформив книги:
  - «Весна і літо» Олекси Ющенка (1956);
  - «Срібна підківка» Михайла Рубашова (1958);
- проілюстрував книги
  - «Дівчина з передмістя» Віталія Петльованого (1957);
  - «Син Вессе» Ааду Хінта (1958);
  - поему «Вівчарик» Платона Воронька (1958);
  - «Перший горизонт» І. Євсикова (1959);
  - «В Оксанчиному селі» Валентина Кириленка (1961);
  - «Хоробрі музики» Юрія Будяка (1962);
  - «Ручаї течуть» Платона Воронька (1964);
  - «Новачок» Володимира Малика (1965);
  - «Кавуни» Бориса Грінченка (1967).

Також проілюстував казки «Біда навчить» Лесі Українки, «Фарбований Лис» Івана Франка, «Весна» Віталія Біанкі, українські народні казки «Котик і Півник», «Чоловік та Лев», «Шакал і глечик», байки «Осел і Соловей» та «Вовк і Кіт» Леоніда Глібова (усі — 1960), «Квартет» Івана Крилова (1964) тощо.
Автор 6-ти ілюстрацій на тему вірша «Мені аж нудно, як згадаю…» Тараса Шевченка до документального фільму «Розповіді про Шевченка» (1963, режисер Лідія Островська-Курдюм, «Київнаукфільм»).
Його роботи вміщували в журналах «Народна творчість та етнографія» (1957, ч. 3, 4), «Зміна» (1957, ч. 4).
Брав участь у республіканських виставках з 1956 року, зарубіжних — з 1968 року.
Деякі твори зберігаються в Національному музеї історії України у Києві.